# Bardas Phocas le Jeune
Pour les articles homonymes, voir Bardas (homonymie) et Bardas Phocas.
Membre de l’une des plus grandes familles de Constantinople, Bardas Phocas ou Phokas (en grec : Βάρδας  Φωκἇς) est un général byzantin qui prit part à trois révoltes, l’une en appui à la dynastie macédonienne, les deux autres contre elle. Dans la première, il défendit les intérêts de sa famille contre l’usurpation de Jean Tzimiskès ; dans la seconde, il défendit le jeune empereur Basile II contre Bardas Sklèros, usurpateur potentiel ; enfin, il se retourna contre Basile II qui entendait affirmer son autorité sur l’armée. On ignore le lieu et la date de sa naissance ; il mourut le 13 avril 989.

## Première révolte: contre Jean Tzimiscès
Bardas descendait des Phocas, l’une des plus éminentes familles de l’aristocratie byzantine au Xe siècle. Son père, Léon Phocas le Jeune, portait le titre de curopalate et était le frère de l’empereur Nicéphore II Phocas (règne 963-969). Dès son plus jeune âge, il se tailla une réputation enviable pour sa connaissance de l’art de la guerre.

« Selon les historiens, ce Bardas rappelait aux gens son oncle, l’empereur Nicéphore, en raison de son air lugubre et constamment aux aguets, prêt à parer à toutes les éventualités, comprenant tout d’un seul coup d’œil. Loin d’être ignorant des manœuvres militaires, il n’y avait aucun aspect de la guerre de siège, aucune astuce des embuscades, aucune tactique des batailles rangées dont il n’avait une excellente compréhension. De plus, en ce qui concerne la force physique, il était encore plus énergique et viril que Skléros. En fait, quiconque recevrait un coup de sa main, serait un homme mort sur le champ et des armées entières se mettaient à trembler s’il criait de loin. »

— Michel Psellos, Chronographie
.
Il s’illustra entre autres en envahissant ce qui restait de l’Arménie arabe et en détruisant sa capitale, Manzikert. L’année suivante, en 970, lorsque Nicéphore fut assassiné par son épouse Théophano et son amant, Jean Ier Tzimiscès (r. 969-976), Phocas et sa famille se rebellèrent contre le nouvel empereur, qui était également leur cousin. Bardas fut proclamé empereur par les troupes stationnées à Césarée, le fief de la famille Phokas, mais sa rébellion fut rapidement maitrisée par un autre commandant de grande réputation, Bardas Skléros, beau-frère de Jean Tzimiscès, membre de l’une des plus anciennes et des plus riches familles byzantines qui avait exercé la fonction de domestique d’Orient. Phokas et les siens furent capturés et exilés sur l’ile de Chios où ils passèrent les sept années suivantes,,.

## Deuxième révolte: contre Skléros

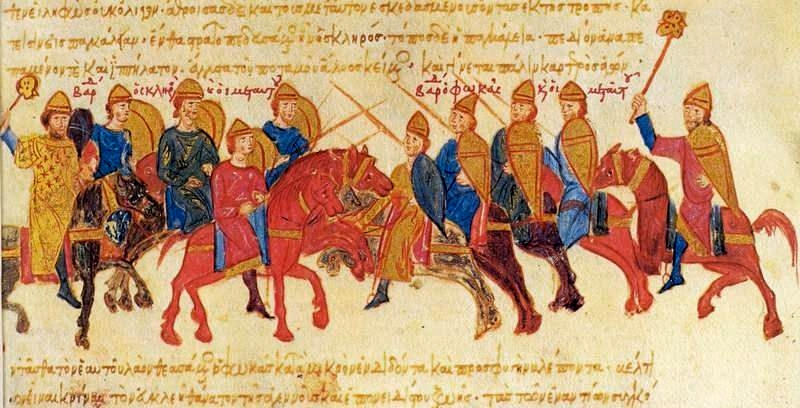
Bataille entre les armées de Skléros et de Phokas d'après une miniature de la Chronique de Skylitzès de Madrid.

À la mort de Jean Tzimiscès, il semblait dans cette époque de pronunciamientos militaires que son beau-frère, Bardas Skléros, hériterait du trône. Toutefois, avec l’appui de leur grand-oncle, l’eunuque Basile Lékapène, les fils de Romain II, Basile II (coempereur 960, règne 976-1025) alors âgé de 18 ans et Constantin VIII âgé de 16 ans furent proclamés empereurs. Mais si Constantin  était un jouisseur qui n’aspirait guère à gouverner, son frère ainé était doué d’un caractère énergique à qui il tardait de se débarrasser de la tutelle du parakimomène Basile. C’est du reste contre lui plus que contre les héritiers du trône que Bardas Skléros se rebella en 976. Après s’être emparé pratiquement de toute l’Asie Mineure, il s’approcha de Constantinople en 978. Basile Lékapène fit alors appel à Bardas qui fut libéré de prison et envoyé dans sa Cappadoce natale, fief des Phocas, pour soulever l’aristocratie locale. Évitant d’engager le combat près de Constantinople, Phocas parvint à attirer Skléros vers Césarée, la citadelle des Phocas. Si Skléros gagna les premières batailles, il fut défait par Phocas lors d’un combat singulier le 24 mai 979 dans la plaine de Pankaleia. Skléros dut s’enfuir à la cour des califes. Bardas Phocas fut récompensé de ses services et nommé au poste prestigieux de domestique des Scholes ; il  se mit immédiatement en frais de prendre charge des armées byzantines pour aller reconquérir Alep alors aux mains des Sarrasins. Après quoi, aux dires de Psellos, « on lui accorda le privilège du triomphe et il put prendre place parmi les amis personnels du souverain »,,.

## Troisième révolte: contre  Basile II
Basile II ne pouvait supporter plus longtemps la tutelle de son grand-oncle. Il était déterminé à prendre personnellement le contrôle de l’armée, ce qui alarma rapidement à la fois Basile Lékapène et Bardas Phokas ; le premier fut envoyé en exil en 986, alors que Bardas Phokas se vit retirer le commandement des armées pour devenir duc d’Antioche, poste qui le retiendrait loin de Constantinople. Encouragés par l’échec de l’empereur dans sa lutte contre Samuel de Bulgarie, Phokas et Skléros entamèrent en 987 des négociations secrètes, s’entendant sur un partage éventuel de l’empire : Skléros se verrait attribuer des pouvoirs extraordinaires en Syrie byzantine et en Mésopotamie, alors que Phokas se verrait reconnu empereur. Ce sur quoi, Bardas Phokas fut à nouveau acclamé empereur par ses troupes le 15 août 987. 
C’était un marché de dupes, car l’Asie Mineure appartenait déjà à Phokas. Peu après la conclusion de l’entente, Phokas, qui avait été entretemps nommé domestique d’Orient, fit emprisonner Skléros et demeura seul prétendant. Il s’approcha alors de Constantinople, préparant une attaque à la fois par terre et par mer. Basile II, dont la situation était presque désespérée, fit alors appel à son beau-frère Vladimir, prince de Kiev, lequel, au printemps de 988 lui envoya une troupe de 6 000 Varègues qui remportèrent une victoire éclatante devant Chrysopolis,. 
La bataille finale eut lieu à Abydos, le 13 avril 989. Les deux armées se faisaient face ; Phokas galopa vers l’avant, cherchant manifestement à attirer l’empereur qui chevauchait devant ses troupes dans un combat singulier. Alors que les deux hommes étaient tout près, Phokas fit sans doute un arrêt cardiaque, tomba de cheval et mourut ; on lui trancha la tête qui fut remise à Basile. La rébellion se terminait ; un ultime soulèvement de Bardas Skléros se termina par  un arrangement à l’amiable et la soumission de l’usurpateur,,.

## Mariage et progéniture
Bardas était marié à une de ses cousines, Adralestina, qui lui laissa deux fils, Léon et Nicéphore. Son petit-fils, qui portait également le prénom de Bardas, fut aveuglé par les autorités impériales en 1025.

### Source primaire
- (en) Michael Psellos, Chronographia (lire en ligne).

### Sources secondaires
- (en) John Julius Norwich, Byzantium, vol. II : The Apogee, New York, Knopf, 1994, 389 p. (ISBN 0-394-53779-3).
- Georges Ostrogorsky, Histoire de l’État byzantin, Paris, Fayot, 1977 (1re éd. 1956), 649 p. (ISBN 2-228-07061-0).
- (en) Warren Treadgold, A History of the Byzantine State and Society, Stanford, Stanford University Press, 1997, 1019 p. (ISBN 0-8047-2630-2, présentation en ligne).
- (en) A. A. Vasiliev, History of the Byzantine Empire, Madison, The University of Wisconsin Press, 1952 (ISBN 0-299-80925-0 et 0-299-80926-9).